# Yüksək dəstə 1993-1994
La Yüksək dəstə 1993-1994 è stata la terza edizione del massimo campionato di calcio azero disputato tra l'autunno 1993 e la primavera 1994 e concluso con la vittoria del Turan Tauz, al suo primo titolo.
Capocannoniere del torneo fu Musa Kurbanov (Turan Tauz) con 35 reti.

## Formula
Per la prima volta il torneo si svolse in un unico girone da 16 squadre e venne disputato secondo la formula autunno-primavera. Le squadre si incontrarono in un turno di andata e ritorno per un totale di 30 giornate. Le ultime quattro classificate retrocedettero in Birinci Divizionu.
A partire da questa stagione le squadre furono qualificate alle coppe europee. La vincente fu ammessa alla Coppa UEFA 1994-1995 mentre la vincitrice della coppa nazionale alla Coppa delle Coppe 1994-1995.
Il Kyur Mingechaur cambiò nome in Kyur-Nur Mingechaur mentre la neopromossa Khazri Buzavna diventò Khazri-Eltadzh Buzavna

## Classifica finale
|                        | Pos. | Squadra                | Pt | G  | V  | N  | P  | GF | GS | DR  |
| ---------------------- | ---- | ---------------------- | -- | -- | -- | -- | -- | -- | -- | --- |
| Azerbaigian (bandiera) | 1.   | Turan Tauz             | 50 | 30 | 23 | 4  | 3  | 74 | 18 | +56 |
|                        | 2.   | Karabakh Agdam         | 49 | 30 | 21 | 7  | 2  | 52 | 12 | +40 |
|                        | 3.   | Kyapaz Gyandzha        | 47 | 30 | 20 | 7  | 3  | 74 | 25 | +49 |
|                        | 4.   | Khazar Sumgait         | 35 | 30 | 13 | 9  | 8  | 44 | 28 | +16 |
|                        | 5.   | Kyur Nur Mingechaur    | 33 | 30 | 13 | 7  | 10 | 36 | 33 | +3  |
|                        | 6.   | FK Vilash Masalli      | 32 | 30 | 15 | 2  | 13 | 28 | 28 | 0   |
|                        | 7.   | Baki Fekhlesi Mashtagi | 31 | 30 | 11 | 9  | 10 | 32 | 29 | +3  |
|                        | 8.   | PFC Neftchi Baku       | 29 | 30 | 11 | 7  | 12 | 37 | 11 | +26 |
|                        | 9.   | FK Khazar Lenkoran     | 29 | 30 | 10 | 9  | 11 | 44 | 33 | +11 |
|                        | 10.  | Inshaatchi Baku        | 28 | 30 | 9  | 10 | 11 | 18 | 25 | -7  |
|                        | 11.  | Pambygchi Barda        | 27 | 30 | 11 | 5  | 14 | 32 | 40 | -8  |
|                        | 12.  | Khazri Eltazhd Buzavna | 27 | 30 | 10 | 7  | 13 | 35 | 34 | +1  |
|                        | 13.  | Shakhdag Kusary        | 24 | 30 | 11 | 2  | 17 | 40 | 62 | -22 |
|                        | 14.  | Azeri Baku             | 21 | 30 | 7  | 7  | 16 | 28 | 53 | -25 |
|                        | 15.  | Kyumruk Kakhi          | 13 | 30 | 5  | 3  | 22 | 18 | 84 | -66 |
|                        | 16.  | Avtomobilchi Yevlakh   | 5  | 30 | 2  | 1  | 27 | 13 | 90 | -77 |

Legenda:

      Campione d'Azerbaigian
      Qualificata alla Coppa delle Coppe
      Retrocessa in Birinci Divizionu
Note:

Due punti a vittoria, uno a pareggio, zero a sconfitta.

## Verdetti
- Campione: Turan Tauz
- Qualificata alla Coppa delle Coppe: Kyapaz Gyandzha
- Retrocessa in Birinci Divizionu: Shakhdag Kusary, Azeri Baku, Kyumruk Kakhi, Avtomobilchi Yevlakh